# Интерлеукин 1
Интерлеукин 1 (ИЛ-1) је интерлеукин (и цитокин) који игра важну улогу у специфичном и неспецифичном имунитету као и у настанку запаљења. Производе га претежно моноцити и макрофаге, али и друге ћелије као нпр. ендотелне ћелије, епителне ћелије, фибробласти, астроцити, лимфоцити итд.

## Улога
Интерлеукин 1 игра улогу и специфичном и неспецифично имунитету. У оквиру неспецифичног имунитета ИЛ-1 убрзава сазревање гранулоцита у коштаној сржи и активише НК ћелије. Интерлеукин 1 спада у пирогене супстанце (пирогени). Пирогене супстанце изазивају повећање телесне температуре. У неуронима хипоталмуса ИЛ-1 индукује спроизводњу простагландина Е2 (ПГЕ2), који подешава терморегулациони центар хипоталамуса на виши ниво, чиме се и повећава телесна температура. Такође, стимулише пораст нивоа гликемије стимулишући лучење Адренокортикотропног хормона у хипофизи. У оквиру специфичног имунитета активише Т лимфоците (поготову Т помоћне лимфоците) и појачава њихову функцију.
Сматра се да поседује и антитуморско дејство.